# Katepwa Lake
Katepwa Lake är en sjö i Kanada.   Den ligger i provinsen Saskatchewan, i den sydöstra delen av landet, 2 100 km väster om huvudstaden Ottawa. Katepwa Lake ligger 491 meter över havet.
Trakten runt Katepwa Lake består till största delen av jordbruksmark. Trakten runt Katepwa Lake är nära nog obefolkad, med mindre än två invånare per kvadratkilometer.